# Lethbridge Airport
Lethbridge Airport är en flygplats i Kanada. Den ligger i den södra delen av landet, 2 800 km väster om huvudstaden Ottawa. Lethbridge Airport ligger 928 meter över havet.
Terrängen runt Lethbridge Airport är platt. Närmaste större samhälle är Lethbridge, 7,9 km norr om Lethbridge Airport.
Trakten runt Lethbridge Airport består i huvudsak av gräsmarker. Runt Lethbridge Airport är det mycket glesbefolkat, med 3 invånare per kvadratkilometer.